# イマ・スマック
イマ・スマック（Yma Sumac、1922年9月13日 - 2008年11月1日）はペルー出身の女性歌手。
1950年代中心に活躍した歌手であり、A#2からB7までの5オクターブと半音という音域を誇るソプラノとエキゾチックな美貌で一世風靡。1950年にアメリカのキャピトルと歌手契約を交わし、インカ帝国王族の末裔という触れ込みでデビューをした。ユマ・スマックとも読む。
世界一広い声域を持つ歌手としてギネス世界記録に認定されていた。

## アルバム
- 『Voice Of The Xtabay』（1950）
- 『Legend Of The Sun Virgin』（1952）
- 『Mambo!』（1954）
- 『Legend Of The Jivaro』（1957）
- 『Fuego Del Ande』（1959） - イマ・スマックの初めてのステレオ録音作品
- 『Recital Yma Sumac』（1961） - ライヴ盤（テレビ放送向け）
- 『Miracles』（1972） - Les Baxterプロデュース

## 映画
- インカ王国の秘法(1957年、パラマウント) - 巫女 役